# Vosseleriana eburnea
Vosseleriana eburnea är en insektsart som beskrevs av Baccetti 2004. Vosseleriana eburnea ingår i släktet Vosseleriana och familjen gräshoppor. Inga underarter finns listade i Catalogue of Life.